# Dundalk F.C.
Dundalk F.C je profesionalni irski nogometni klub koji ima sjedište u gradu Dundalku. Trenutno se klub natječe u irskoj Premier ligi. Osnovan je 1903. godine, i po broju trofeja drugi je klub u povijesti Irske lige.
Nakon što su postali tek drugi irski klub u povijesti koji je ušao u grupnu fazu nekog europskog natjecanja, pobjedom protiv Maccabi Tel Aviva su postali prva irska momčad koja je došla do pobjede u skupini nekog europskog natjecanja.

## Vanjske poveznice
- Službene stranice